# Klub „Puls”
Studencki Klub Pracy Twórczej „Puls” – legendarny klub studencki istniejący w latach 1973–1984 przy pl. Wolności 12a w Katowicach. Mieścił się w piwnicach pałacu Goldsteinów (obecnie swoją siedzibę ma tam Urząd Stanu Cywilnego). Mimo statusu klubu studenckiego, nie był związany na stałe z żadną uczelnią. Został rozsławiony w tekście piosenki zespołu Dżem pt. Wehikuł czasu.

## Historia
Za datę otwarcia klubu często przyjmuje się rok 1974, jednakże jego pierwszy kierownik Bogusław Kleszcz (funkcję tę pełnił do 1978) podaje w przybliżeniu lata 1972, 1973, zaś Alicja Badetko w swojej publikacji pt. Tam królował blues.... Próba monografii klubu PULS w Katowicach (Wydawnictwo Naukowe „Scriptorium”, 2014) na str. 140 podała ścisłą datę, czyli rok 1973. W latach 70 XX w., gdy klub był u szczytu popularności, wymieniano go obok innych ważnych ośrodków, takich jak warszawska „Stodoła”, czy krakowski klub „Pod Jaszczurami”. Wówczas było to miejsce elitarne, toteż w związku z obecnością bramkarzy wstęp był mocno ograniczony. „Puls” był mekką śląskiego środowiska muzycznego, a także artystycznego. Do wczesnych godzin porannych odbywały się tutaj liczne koncerty i jam sessions. Występowali tu zarówno wykonawcy śląscy, tacy jak m.in.: Roman „Pazur” Wojciechowski, Stanisław Witta, Ireneusz Dudek, Maciej Radziejewski, Leszek Winder, Jerzy Kawalec, Ryszard Riedel, SBB, Krzak (tutaj powstało wiele utworów grupy, m.in. Czakuś) oraz debiutujące wówczas, lokalne zespoły Apogeum i Dżem; jak i wykonawcy z innych regionów Polski – m.in.: Krystyna Prońko, Andrzej Zaucha, Leonard Kaczanowski, Stanisław Sojka, Jarosław Śmietana, Laboratorium i wielu innych. 3 lutego 1976 roku w klubowym jam session po koncercie w Domu Muzyki i Tańca w Zabrzu, uczestniczyli muzycy zespołu Procol Harum, który gościł wówczas ze swoją pierwszą wizytą w Polsce. Klub był otwarty na różnorodną działalność twórczą i oferował swoją przestrzeń także poza godzinami otwarcia (stworzono tam możliwość odbywania prób i przechowywania sprzętu – np. kupiony od Tadeusza Nalepy wzmacniacz Marshalla służył wszystkim grającym wykonawcom). Oprócz muzyków, w „Pulsie” bywali także: aktorzy, reżyserzy, artyści kabaretowi, poeci i plastycy. Tutaj działał Teatr 12a, mieściło się tu również Studio Prób Filmowych i Fotograficznych „ZOOM”. Klub miał także własny big-band, który działał równolegle z big bandem mieszczącej się nieopodal, katowickiej Akademii Muzycznej z którą ściśle współpracował, jak również z Wydziałem Grafiki Akademii Sztuk Pięknych im. Jana Matejki w Krakowie.

## Działania mające na celu upamiętnienie klubu
- Klub „Puls”, w swoim tekście zatytułowanym Wehikuł czasu wspomina Ryszard Riedel – stał się on częścią jednego z utworów zespołu Dżem[5][6]. Wokalista był wówczas początkującym, młodym muzykiem przez co nie mógł tam wejść bez potwierdzenia, że nim faktycznie jest i według słów Leszka Windera, elitarność tego miejsca, jak i później atmosfera klubu „Puls” wywarły na nim ogromne wrażenie, co stało się inspiracją do napisania Wehikułu czasu[4][5]. Roman „Pazur” Wojciechowski (jeden z tych muzyków, który powodował, że bramkarze wpuszczali Riedla do klubu) uważa, że właśnie owa trudność sprawiła, iż miejsce to utkwiło aż tak głęboko w jego pamięci i w efekcie zostało przez niego utrwalone w słowach piosenki[5].

- W 2014 roku nakładem Wydawnictwa Naukowego „Scriptorium” ukazała się książka Alicji Badetko pt. Tam królował blues.... Próba monografii klubu PULS w Katowicach[2]. Na kartach tego wydawnictwa, czasy jego działalności wspominają: Dawni kierownicy klubu (Jan Kulbicki, Stefan Guzowski, Mirosława Kilon); muzycy (Leszek Winder, Roman „Pazur” Wojciechowski, Stanisław Witta, Andrzej Ryszka, Leonard Kaczanowski, Stanisław Sojka, Andrzej i Bożena Minczanowscy, Józef Skrzek, Jacek Berenthal, Adam Otręba); aktorzy (Jan Kulbicki - Teatr „Ovo”, Andrzej Jabłoński - Teatr „12a”, Eugeniusz Sikorski - Teatr „12a”, Dariusz Lorek - Teatr „12a”, Nawoja Żminkowska-Sarna - Teatr „12a”, Mirosław Neinert); artyści kabaretowi (Joanna Bartel, Jerzy Moskała - Kabaret „Jorgusie”, Jacek Łapot – „Kabaret Długi”); poeci (Tadeusz Sławek); plastycy (Grzegorz Zgraja, Renata Bonczar); fotograficy (Andrzej Górski, Jerzy Malinowski) oraz reżyserzy (Krzysztof Magowski)[10].

- 8 października 2020 roku (czwartek, godz. 19:00) w pomieszczeniu dawnego klubu „Puls” odbył się specjalny koncert online zatytułowany Tam królował blues ..., w ramach współpracy organizatorów Szlaku Śląskiego Bluesa i festiwalu Śląskie Brzmienie[1]. Wystąpili: Roman „Pazur” Wojciechowski, Stanisław Witta, Mirek Rzepa, Sebastian Riedel, Michał Kielak oraz Maciej Radziejewski, na żywo ze swojego studia w Nowym Jorku[1].